# Mehdi Ghezali
Mehdi-Muhammed Ghezali, född 5 juli 1979 i Botkyrka i Sverige, i media även kallad Kubasvensken och Guantánamo-svensken, är en svensk-algerisk medborgare som hölls fången vid den amerikanska militärbasen Guantanamo Bay på Kuba från januari 2002 till juli 2004. USA har aldrig avslöjat vad Ghezali misstänktes för eller vad misstankarna grundades i. Inget åtal har heller väckts mot honom.

## Biografi
Ghezali föddes i Botkyrka och växte upp i Örebro. Hans far kommer från Algeriet och hans mor från Finland. Utöver sitt svenska medborgarskap har Ghezali sedan 1998 även ett algeriskt medborgarskap. Han blev utbildad svetsare 1999. Sommaren 1999 reste han tillsammans med en vän till Algarvekusten i Portugal. Där greps han och vännen av portugisisk polis den 31 juli 1999, misstänkta för att ha stulit pengar och värdeföremål från turister, varpå de häktades och låstes in i var sin cell. Misstankarna ledde varken till åtal eller rättegång och Ghezali släpptes efter nära ett år i portugisiskt häkte. Under tiden i cellen började den tidigare inte särskilt religiösa Ghezali intressera sig alltmer för islam.
Efter återkomsten till Sverige begav han sig till Saudiarabien för att genomföra en vallfart till Mecka och Medina  samt för att studera religion på Islamiska universitetet. Han kom inte in på universitetet, men valde att stanna kvar i Medina under en tid varvid han bodde hos algeriska studenter. Han återvände till Sverige i mars/april 2001 för att en kort tid senare resa till London, där han studerade vid schejk Omar Bakris koranskola. Därefter reste han till Pakistan för att studera vid koranskola, en så kallad madrassa. Efter att ha misslyckats med att komma in på madrassan reste han med en bekant till Afghanistan sommaren 2001. Han hävdar själv att han under tiden i Afghanistan bodde hos en familj i Jalalabad. Enligt uppgifter till TT bodde dock Ghezali på ett träningsläger för al-Qaida i Jalalabad. Uppgifterna baseras på vad en algerier, Ahmed Ressam, har berättat i förhör efter att ha gripits av amerikansk polis 1999. Ressam dömdes sedermera för att ha försökt spränga en flygplats i Los Angeles. Mot löfte om ett kort fängelsestraff berättade Ressam bland annat att han bodde i ett hus kallat ”Algerian House” i Jalalabad, vilket han beskrev som ett känt tillhåll för al-Qaida-sympatisörer. Enligt Ressam träffade han i detta hus andra al-Qaida-sympatisörer från bland annat Sverige. Därav tycks slutsatsen ha dragits att Ghezali har bott i huset.
Ghezali tillfångatogs av lokala krigsherrar i Pakistan den 8 december 2001, nära gränsen mot Tora Bora-bergen i Afghanistan. Han överlämnades till amerikansk militär för att därefter transporteras till Guantánamobasen på Kuba, där han satt fängslad utan rättegång i 930 dagar, för att frisläppas 8 juli 2004 eftersom han, enligt USA, "inte längre utgör ett hot mot USA". Efter hemkomsten till Sverige framträdde Ghezali vid en presskonferens i hemstaden Örebro, där han berättade att han blivit utsatt för olika former av tortyr. Han vägrade dock konsekvent att svara på frågor om vad han gjort i Afghanistan och om de tidigare brottsmisstankarna mot honom. I samband med denna presskonferens uttalade han också följande om al-Qaida-ledaren Usama bin Ladin: "Jag känner honom inte som person och därför kan jag inte döma honom. Jag tror inte på det amerikanerna säger om honom. Det är mycket som inte stämmer".
Ghezali misstänktes även av pakistanska myndigheter för inblandning i ett fånguppror, där Ghezali och 47 andra fångar kapade den fängelsebuss de transporterades i varvid skottlossning uppstod och 17 personer (varav 7 vakter) dödades. Fångarna rymde ut i vildmarken, men flertalet tillfångatogs igen. Incidenten inträffade i samband med att Ghezali greps och överlämnades till amerikansk militär 2001. Efter att kritik riktades mot vakternas arbetssätt samt då den pakistanska säkerhetstjänsten, ISI, misslyckades med att få fram uppgifter om vilka av fångarna som skjutit vakterna lades den pakistanska brottsutredningen dock ner. När Ghezali under presskonferensen i Örebro fick frågan om hans medverkan i ett fånguppror i Pakistan förnekade han all vetskap om ett sådant.
Den 28 augusti 2009 greps Ghezali tillsammans med elva andra personer, däribland Munir Awad och hans fru Safia Benaouda, i Dera Ghazi Khan-distriktet i Pakistan, samtliga misstänkta för samröre med al-Qaida. Av de övriga gripna var två svenska, sju turkiska, en rysk och en iransk medborgare. Enligt den pakistanske polischefen Mohammad Rizwan greps de tolv när de försökte smyga sig in i Punjab-provinsen via en checkpoint. Enligt Rizwan fann polisen bland annat CD-skivor, valuta och litteratur som ”indikerade terroristverksamhet” bland de gripnas tillhörigheter. Efter gripandet fördes Ghezali och de övriga två svenskarna, samt dessas tvååriga barn, vidare till Islamabad. Den 10 oktober släpptes svenskarna fria och återvände till Sverige utan att ha ställts inför rätta eller på annat sätt ha anklagats för något brottsligt. Munir Awad greps dock knappt ett år senare av dansk polis för att ha planerat en massaker mot den danska tidningen Jyllands-Posten. Ett dåd för vilket han senare också dömdes till 12 års fängelse för att ha planerat.
Ghezali pekades ut i såväl israeliska som bulgariska medier som mannen bakom bussbombningen i Burgas 2012 där flera israeliska turister dödades. Detta dementerades dock av SÄPO.